# Бехувко (Великопольське воєводство)
Бехувко (пол. Biechówko) — село в Польщі, у гміні Мілослав Вжесінського повіту Великопольського воєводства.
У 1975-1998 роках село належало до Познанського воєводства.